# Mabelle (Texas)
Mabelle è una comunità non incorporata degli Stati Uniti d'America, situata nella contea di Baylor dello Stato del Texas. Secondo il censimento effettuato nel 2000, abitavano nella comunità 9 persone.

## Geografia
La comunità è situata a 33°40′12″N 99°08′21″W, 9 miglia a nord-est di Seymour (il capoluogo di contea), ad un'altitudine di 1,289 piedi (393 m). È inoltre attraversata dalle Farm Road 1790 e U.S. Highways 183/283 e 277/82.